# Kiev Capitals
I Kiev Capitals sono una squadra di football americano di Kiev, in Ucraina, fondata nel 2018 in seguito alla fusione tra i Kiev Bandits, i Kiev Bulldogs e i Kiev Rebels.
Nel 2019 hanno partecipato ai campionati ucraino e ungherese.

## Dettaglio stagioni

### Tornei nazionali

#### Campionato

##### ULAF Superleague/ULAF League One (primo livello)
| Stagione | regular season | regular season | regular season | regular season | regular season | regular season | playoff | playoff | playoff | playoff | playoff | playoff   | playoff          |
|          | Vin            | Par            | Per            | Tot            | PF             | PS             | Vin     | Per     | Tot     | PF      | PS      | risultato | avversaria       |
| -------- | -------------- | -------------- | -------------- | -------------- | -------------- | -------------- | ------- | ------- | ------- | ------- | ------- | --------- | ---------------- |
| 2019     | 4              | 0              | 0              | 4              | 206            | 58             | 2       | 0       | 2       | 101     | 21      | Campioni  | Kiev Patriots    |
| 2020     | 2              | 0              | 0              | 2              | 78             | 22             | 3       | 0       | 3       | 106     | 12      | Campioni  | Kharkiv Atlantes |
| 2021     | 6              | 0              | 0              | 6              | 255            | 17             | 2       | 0       | 2       | 49      | 32      | Campioni  | Lviv Lions       |
| Totale   | 12             | 0              | 0              | 12             | 539            | 97             | 7       | 0       | 7       | 256     | 65      |           |                  |

Fonti: Enciclopedia del Football - A cura di Roberto Mezzetti

##### HFL
| Stagione | regular season | regular season | regular season | regular season | regular season | regular season | playoff | playoff | playoff | playoff | playoff | playoff        | playoff             |
|          | Vin            | Par            | Per            | Tot            | PF             | PS             | Vin     | Per     | Tot     | PF      | PS      | risultato      | avversaria          |
| -------- | -------------- | -------------- | -------------- | -------------- | -------------- | -------------- | ------- | ------- | ------- | ------- | ------- | -------------- | ------------------- |
| 2019     | 2              | 0              | 3              | 5              | 88             | 112            | 2       | 1       | 3       | 79      | 41      | Hungarian Bowl | Fehérvár Enthroners |
| Totale   | 2              | 0              | 3              | 5              | 88             | 112            | 2       | 1       | 3       | 79      | 41      |                |                     |

Fonti: Enciclopedia del Football - A cura di Roberto Mezzetti

##### ULAF Superleague/ULAF League One (primo livello)
| Stagione | regular season | regular season | regular season | regular season | regular season | regular season | playoff | playoff | playoff | playoff | playoff | playoff   | playoff              |
|          | Vin            | Par            | Per            | Tot            | PF             | PS             | Vin     | Per     | Tot     | PF      | PS      | risultato | avversaria           |
| -------- | -------------- | -------------- | -------------- | -------------- | -------------- | -------------- | ------- | ------- | ------- | ------- | ------- | --------- | -------------------- |
| 2019     | 4              | 0              | 0              | 4              | 206            | 58             | 2       | 0       | 2       | 101     | 21      | Campioni  | Kiev Patriots        |
| 2021     | 4              | 0              | 0              | 4              | 230            | 78             | 1       | 1       | 2       | 60      | 84      | Finale    | Uzhgorod Lumberjacks |
| Totale   | 4              | 0              | 0              | 4              | 230            | 78             | 1       | 1       | 2       | 60      | 84      |           |                      |

Fonti: Enciclopedia del Football - A cura di Roberto Mezzetti

### Tornei internazionali

#### Monte Clark Cup
| Stagione | regular season | regular season | regular season | regular season | regular season | regular season | playoff | playoff | playoff | playoff | playoff | playoff   | playoff         |
|          | Vin            | Par            | Per            | Tot            | PF             | PS             | Vin     | Per     | Tot     | PF      | PS      | risultato | avversaria      |
| -------- | -------------- | -------------- | -------------- | -------------- | -------------- | -------------- | ------- | ------- | ------- | ------- | ------- | --------- | --------------- |
| 2018     | 4              | 0              | 0              | 4              | 161            | 20             | 1       | 1       | 2       | 62      | 78      | Finale    | Moscow Spartans |
| Totale   | 4              | 0              | 0              | 4              | 161            | 20             | 1       | 1       | 2       | 62      | 78      |           |                 |

Fonti: Enciclopedia del Football - A cura di Roberto Mezzetti

### Riepilogo fasi finali disputate
| Anno            | Luogo    | Evento           | Fase del torneo | Incontro                               | Risultato |
| 8 luglio 2018   | Minsk    | Monte Clark Cup  | Finale          | Kiev Capitals - Moscow Spartans        | 24 - 44   |
| 6 luglio 2019   | Budapest | Hungarian Bowl   | Finale          | Fehérvár Enthroners - Kiev Capitals    | 14 - 12   |
| 28 luglio 2019  |          | ULAF Superleague | Finale          | Kiev Capitals - Kiev Patriots          | 49 - 21   |
| 24 ottobre 2020 |          | ULAF League One  | Finale          | Kharkiv Atlantes - Kiev Capitals       | 6 - 20    |
| 22 agosto 2021  |          | ULAF Superleague | Ukrainian Bowl  | Kiev Capitals - Lviv Lions             | 28 - 14   |
| 29 agosto 2021  |          | ULAF League7     | Finale          | Uzhgorod Lumberjacks - Kiev Capitals 2 | 34 - 8    |

## Palmarès
- 3 Campionati ucraini (2019, 2020, 2021)